# Primærrute 9
Primærrute 9 er en hovedvej, der går tværs over Fyn, Tåsinge, Siø, Langeland og Lolland. 
Primærrute 9 er 64 km på de fynske øer, og går fra rundkørslen mellem Ørbækvej og Ring 3 i det sydøstlige Odense via Ringe til Kværndrup og Svendborg N som Svendborgmotorvejen. Rute 9 føres videre som almindelig hovedvej uden om Svendborg over Tåsinge og Langeland, hvor den ved Rudkøbing bliver til en motortrafikvej, der går til færgehavnen i Spodsbjerg. Ruten fortsætter på Lolland fra Tårs færgehavn til Maribo og videre ad Sydmotorvejen til Sakskøbing, hvor rute 9 fortsætter til Nykøbing Falster og slutter ved mødet med E55. Delen på Lolland og Falster er 62 km.

## Forløb
Primærrute 9 forløber henover Fyn, Tåsinge, Siø, Lolland og Falster. Færgeruten Spodsbjerg-Tårs forbinder de adskilte dele af rute 9.

### Fyn-Langeland
Primærrute 9 har sit udgangspunkt i det sydøstlige Odense i den rundkørsel, hvor [Ring 3] fra nord møder Sekundærrute 301 Ørbækvej. Umiddelbart syd for rundkørslen begynder Primærrute 9 som motorvej i form af den 4 sporede Svendborgmotorvejen.
Umiddelbart efter krydser Primærrute 9 og Svendborgmotorvejen E20 Fynske Motorvej i motorvejskryds Odense, der er et komplet kløverbladsanlæg. Primærrute 9 fortsætter ad Svendborgmotorvejen i hele dennes længde frem til Svendborg. Undervejs er der forbindelse til Primærrute 43 mod Faaborg ved Årslev, Sekundærrute 323 mod Assens og Ørbæk ved Ringe, Primærrute 8 mod Faaborg og Nyborg ved Kværndrup, Primærrute 44 mod Faaborg og Sekundærrute 163 mod Nyborg ved Svendborg. Desuden snor Sekundærrute 167 sig om motorvejen i hele sin længde. Store stræk af denne følger landevejen, som Primærrute 9 fulgte før åbningen af motorvejen.
Primærrute 9 fortsætter efter motorvejens afslutning i det nordvestlige Svendborg som Sundbrovej, der er en hovevej med niveaufrie kryds frem til Svendborgsundbroen. Efter krydsningen af Svendborgsund fortsætter ruten på Sundbrovej tværs over Tåsinge og via Siø-dæmningen, Siø og Langelandsbroen til Rudkøbing på Langeland. Ruten kommer ikke ind i byen, men passer umiddelbart nord for. Øst for byen er der forbindelse til Sekundærrute 305 mod Bagenkop på det sydlige Langeland. De to ruter forløber sammen ca. 1600 m mod vest. Herfra drejer Sekundærrute 305 mod nord til Lohals. Primærrute 9 fortsætter som motortrafikvej frem til Spodsbjerg Færgehavn, hvorfra der er forbindelse med Spodsbjerg-Tårs bilfærgen til Tårs på Lolland.

### Lolland-Falster
På Lolland fortsætter Primærrute 9 fra Tårs Færgehavn som 2 sporet motortrafikvej Spodsbjergvej i en østsydøstlig retning nord om Nakskov. Undervejs krydses Sekundærrute 289, der mod nord fører mod Horslunde og mod syd fører ind til Nakskov. Motortrafikvejen ophører kort før Halsted, men fortsætter som 2 sporet hovedvej Maribovej mod øst.
Sekundærrute 275 har sit udgangspunkt på rute 9 mellem Halsted og Stokkemarke, helt specifikt lidt vest for Sørup. Størsteparten af vejen hedder formelt Højrebyvej, men omtales ofte som "sydvejen" eller "Nakskov syd" af de lokale. Denne går mod syd via Søllested til Rødbyhavn. Inden Stokkemarke nåes skifter Primærrute 9 navn til Vestre Landevej. Efter Stokkemarke drejer landevejen mod sydøst. Ved Sørup har Sekundærrute 291 sit udgangspunkt. Denne går mod vest via Søllested til Nakskov.
Inden Maribo føres Primærrute 9 ind på E47 E55 Sydmotorvejen ved frakørsel 48 Maribo. Rute 9 forlader motorvejen igen i frakørsel 46 Sakskøbing, og fortsætter ad Nykøbingvej i en sydøstlig retning. Ved kommunegrænsen mellem Lolland og Guldborgsund Kommune skifter vejen navn til Sakskøbingvej. Primærrute 9 føres uden om Toreby og fortsætter syd om Sundby. Herfra fortsætter den over Frederik d. 9.s Bro til Falster og Nykøbing F. Indtil banegårdskrydset ved Nykøbing F Station hedder vejen Brovejen. På Falster drejer vejen mod nordøst frem til rutens slutpunkt ved E55. Sidste del af ruten efter stationen, som forløber ad Skovalléen, blev tilføjet efter åbningen af Nykøbing Falster Omfartsvej den 15. november 2014.

## Vejens klassificering
På hele strækningen fra Odense til Spodsbjerg Færgehavn og fra Tårs til frakørsel 46 ved Maribo er Primærrute 9 en statsvej, mens den fra frakørsel 46 ved Maribo til afslutningen i Nykøbing F er en kommunevej. Hele Primærrute 9 er klassificeret som hovedvej efter færdselsloven.
De offentlige veje inddeles fra 2015 efter vejloven i statsveje og kommuneveje, mens de tidligere blev klassificeret i hovedlandeveje, landeveje og kommuneveje. Betydningen for en vejs klassificering som statsvej eller kommunevej er først og fremmest af administrativ karakter. Statsvejene administreres af Vejdirektoratet, mens kommunevejene administreres af kommunerne. Det er vejmyndighedens ansvar at holde sine offentlige veje i den stand, som trafikkens art og størrelse kræver. Klassifikationen som statsveje og kommuneveje har ikke betydning for Danmarks overordnede rutenummererede vejnet med Europavejsruter, Primærruter eller sekundærruter, der administreres af Vejdirektoratet i samarbejde med kommunerne. Kun veje udlagt som Europavejsruter og Primærruter kan udlægges som hovedveje efter færdselsloven.

## Historie
Den fynske del af Primærrute 9 blev udbygget i etaper til motorvej med åbninger fra 2006 til 2009.

## Fremtid
Svendborg og Langeland kommuner har ønsket at få igangsat et undersøgelsesarbejde. Kommunerne har i 2009 udarbejdet en strategiplan "Fra omvej til smutvej" for Primærrute 9 ud fra et ønske om at styrke den regionale udvikling, både med hensyn til bosætning og erhvervsudvikling. Deres såkaldte Vision 20-20-20 er et ønske om, at Primærrute 9 via færgeoverfarten Spodsbjerg-Tårs styrkes som en tilkørselsvej til den kommende faste Femern Bælt forbindelse. I oktober 2009 blev der indgået en politisk aftale om at igangsætte en forundersøgelse af perspektiverne i forslaget. Hertil kommer et projekt om at forlænge vejruten ud i Langelandsbæltet og derved forkorte færgeruten.
Med aftalen om Bedre Mobilitet af 26. november 2010 blev det besluttet, at den tidligere aftalte forundersøgelse af Primærrute 9 mellem Svendborg og Maribo skulle fremrykkes. I august 2011 offentliggjorde Vejdirektoratet forundersøgelsen af en opgradering af vejforbindelserne på Tåsinge og Langeland. Og i marts 2012 offentliggjorde Vejdirektoratet forundersøgelsen af en opgradering af vejforbindelsen på Lolland. Forundersøgelserne indeholder en bred vifte af projektforslag, dels en række forslag til mindre anlægsfor- bedringer, dels forslag til større anlægsforbedringer. Projektforslagene er primært 2 sporede landeveje eller 2 og 2+1 sporede motortrafikveje. Det videre forløb afventer politisk behandling, en anlægslov og bevilling.